# Lobentalbach

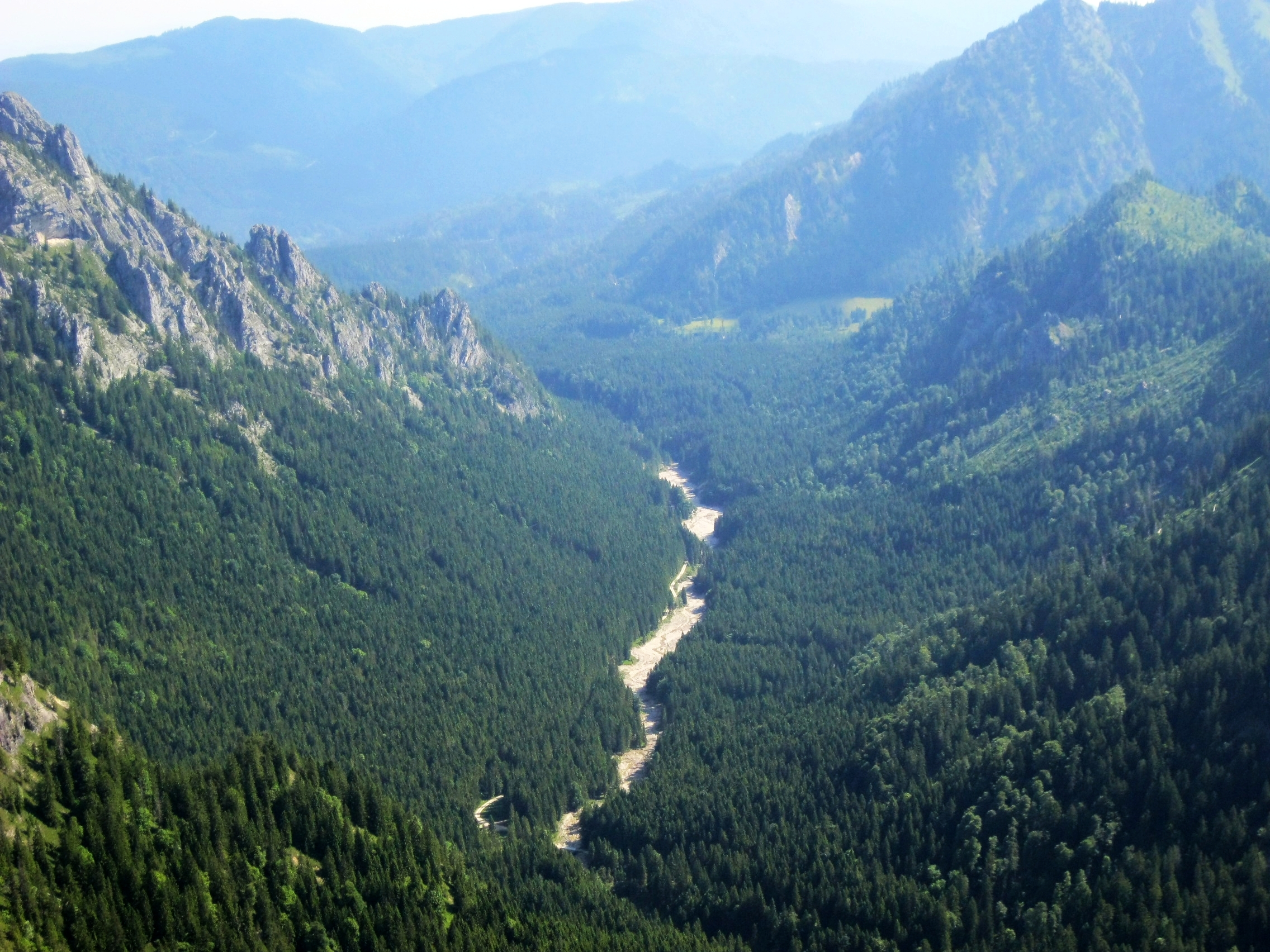
Ansicht des Lobentals mit dem Lobentalbach

Der Lobentalbach ist ein Gebirgsbach im bayerischen Teil der Ammergauer Alpen. Sein unterster Lauf heißt Reiselsbergbach.

## Geographie
Das Quellgebiet liegt in etwa 1600 m ü. NHN am Nordhang des Hohen Straußberg. Nordwestlich des oberen Lobentalbaches verläuft der Kamm des Branderschrofens, südöstlich davon liegen Gabelschrofen, Gumpenkarspitze und Geiselstein.

### Verlauf
Der Lobentalbach durchfließt das namengebende Lobental auf seiner gesamten Länge in recht beständig nordnordöstlicher Richtung. Auf den letzten etwa 800 Metern seines Laufs ab dem Ausfluss aus dem unteren der beiden Stausees wird der Bach als Reiselsbergbach bezeichnet. Er mündet etwas vor dem Austritt aus den Ammergauer Alpen von links in den Halblech.

### Zuflüsse
- Branderfleckgraben, links
- Gabelschropfenbach, rechts,
- Dreimännlgraben, links
- Geigersbach, rechts
- Klammgraben, links
- Bockstallgraben, rechts
- Hintertruchenbach, links
- Vordertruchenbach, links, in den oberen Stausee
- Jungholzgraben, links, kurz vor dem unteren Stausee
- Tiefenbach, links, kurz nach dem unteren Stausee

## Geschichte
Im Jahre 1916 kam es zu einem Murenabgang am Rosstallköpfl, der den Bachlauf im Lobental verschüttete. Der Lobentalbach staute sich an den Geröllmassen auf. Mittlerweile hat der Bach die Geröllmassen wieder abgetragen.

## Wasserkraft
Im Lobental gibt es vier kleinere Wasserkraftwerke, für zwei davon wird der Lobentalbach so weit aufgestaut, dass sich Stauseen bilden. Der größere, obere dieser beiden Seen ist etwa 800 Metern lang und wird in den amtlichen Karten ohne Namen geführt. Den etwas kleineren unteren See Reiselsbergsperre staut eine Gewichtsstaumauer an. Unterhalb dieser heißt der Bach dann Reiselsbergbach.